# 西湘二宮インターチェンジ
西湘二宮インターチェンジ（せいしょうにのみやインターチェンジ）は、神奈川県中郡二宮町二宮にある西湘バイパスのインターチェンジである。大磯・小田原両方向への入口と、小田原方向からの出口が設置された変則的なハーフインターチェンジである。このインターチェンジから小田原方面は通行料有料、大磯方面は無料となっている。

## 接続する道路
- 国道1号
- 神奈川県道71号秦野二宮線

## 歴史
- 1969年（昭和44年）4月1日：暫定供用開始（大磯西IC方向のみ）
- 1971年（昭和46年）4月28日：供用開始。
- 2007年（平成19年）9月7日：台風9号により小田原方面入り口の高架橋橋脚が被災、通行止めとなった。2008年（平成20年）4月25日通行止め解除。（詳細は西湘バイパス参照）。

## 周辺
- 二宮町役場
- 二宮駅

## 隣
E84 西湘バイパス
大磯西IC - 西湘二宮IC - 橘IC